# Града (систематика)

Кладограма біологічної групи. Зеленим кольором виділено граду, червоним і синім — клади.

Града — група організмів в  біологічній систематиці, що відповідає певному рівню  морфологічного або  фізіологічного розвитку. Термін введений британським біологом  Джуліаном Гакслі в 1959 році з метою відрізняти подібні групи від  клад — груп організмів, що виділяються на підставі спільності походження. Поняття гради доповнює поняття клади як строго  філогенетичної одиниці. У традиційних біологічних класифікаціях таксони можуть бути як кладами, так і градами (або не відноситися до жодної з цих категорій); цей підхід характерний і для  еволюційної систематики, в той час як в  кладистиці визнають лише ті таксони, які є кладами .

## Визначення
Еволюційна града — це група видів, об'єднаних морфологічною або фізіологічною подібністю (набором рис), яка породила одну або більше груп, що різко відрізняються від цього предкового стану і тому не вважаються її частиною. Предкова група не вважається таким чином, філогенетично єдиною, тобто є  парафілетичною, (а іноді — і  поліфілетичною) групою організмів.
Найбільш наочний і часто згадуваний приклад — рептилії (плазуни). На початку XIX століття французький натураліст П'єр Андре Латрейль вперше розділив  чотириногих на чотири класи:  амфібій, рептилій,  птахів і ссавців. В його системі рептилії характеризувалися як  пойкілотермні, яйцекладучі, покриті  лускою або  кістяними пластинками хребетні. Хоча предки ссавців і птахів також мали ці ознака і, самі птахи та ссавці їх втратили і, таким чином, за Латрейлем, вже не належать до рептилій, а утворюють самостійні таксони того ж рангу.
Парафілетичні таксони часто, але не завжди, є градами. У деяких випадках парафілетичні таксони об'єднані лише тим, що не належать до інших груп (того ж рангу), і в цій ситуації їх іноді називають  сміттєвими; такий таксон може бути навіть  поліфілетичним.

## Приклади

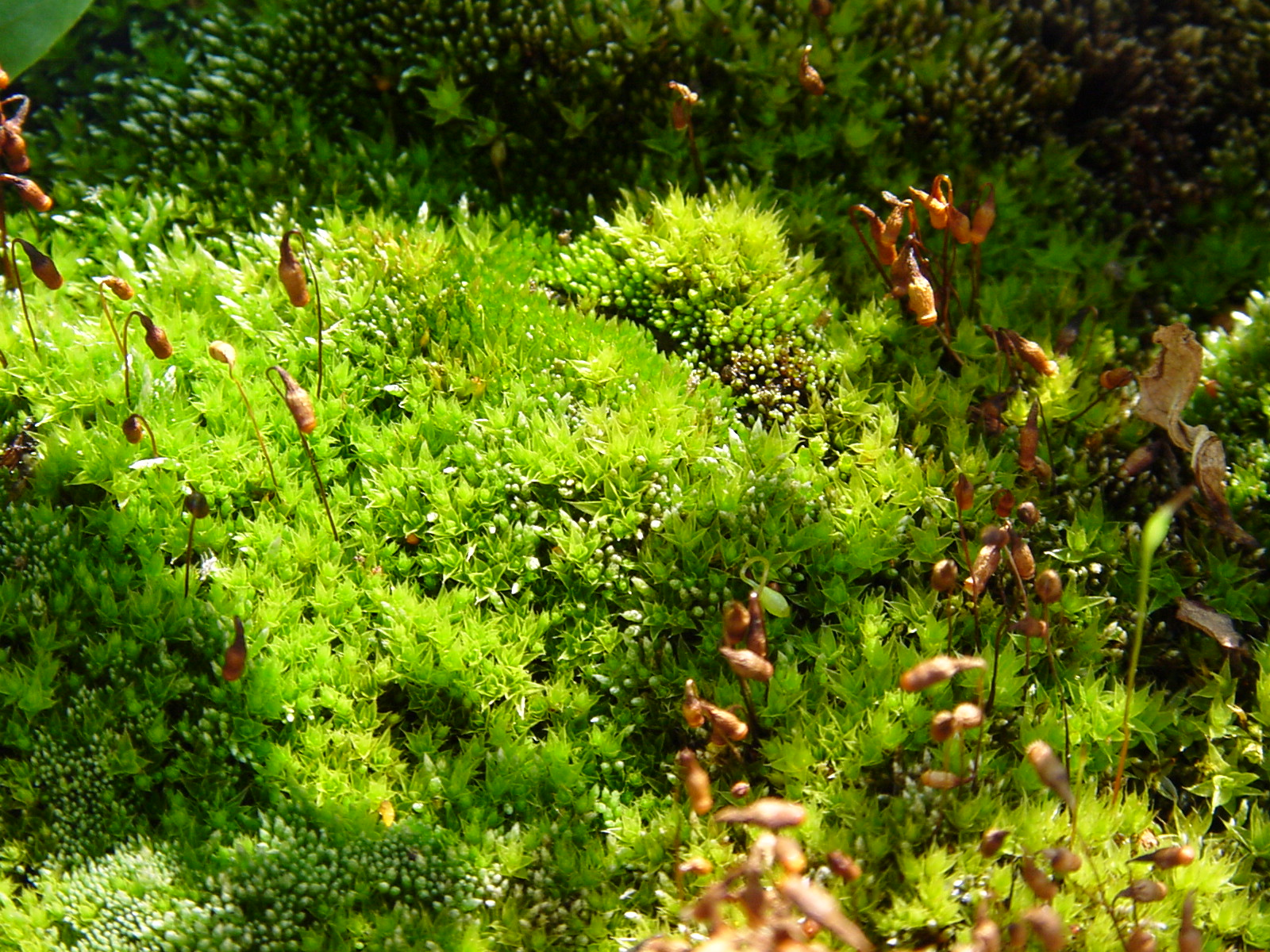
Bryophyta, мохи в широкому сенсі — фізіологічно примітивні наземні рослини

- Мохоподібні (бріофіти) довгий час вважалися природною групою, що визначаються як «безсудинні наземні рослини з домінуванням гаметофіта в життєвому циклі». Молекулярні свідоцтва показали, що мохи — не  монофілетична група, і справжні мохи,  печіночники і антоцеротовидні є окремими лініями, причому останні філогенетично ближче до  судинних рослин[5].
- Риби є градою, адже від них походять чотириногі, анатомія і фізіологія яких зазнала серйозну перебудову в зв'язку з пристосуванням до наземного способу життя. Градами (з тієї ж причини) виявляються і такі таксономічні підрозділи риб, як кісткові риби і лопатепері риби[6].
- Амфібії в біологічному сенсі (включаючи вимерлих  лабіринтодонтів) — града, з якої еволюціонувала клада  амніот, набагато краще пристосованих до наземного способу життя[6].
- Динозаври є градою, адже з цієї групи еволюціонували птахи з їх вираженою теплокровністтю і високим рівнем метаболізма[7][8].
- Ящірки — града, на відміну від клади  змій, представники якої досягли високого рівня спеціалізації в пересуванні без використання кінцівок[9][10][11].